# Alicia Freilich
Alicia Freilich (Caracas, 15 de marzo de 1939) es una escritora, novelista, periodista y educadora venezolana de origen judío.

## Primeros años
Alicia Freilich fue la mayor de tres hijas producto del matrimonio de Máximo Freilich y Rebeca Warszawska de Freilich, inmigrantes judíos de origen polaco. Sus hermanas son Míriam (1943-) y Perla (1945-1972). Asistió a la Universidad Central de Venezuela, donde obtuvo una licenciatura en literatura en 1969.

## Carrera profesional
Poco después de graduarse, Freilich comenzó su carrera periodística en el diario El Nacional, trabajando en una columna sobre literatura e información política, con especial énfasis en los tópicos de la niñez y la familia, entre otros temas. Su sensibilidad hizo que se enfocara en historias de la vida real vinculadas a las lucha diaria de la gente común. Estos artículos cosecharon premios nacionales e internacionales.
Freilich pasó 31 años en El Nacional, bajo la dirección de Arturo Uslar Pietri (1969-1978) y Ramón J. Velásquez (1982-2002). También escribió artículos independientes en el diario El Universal (entre 1979 y 1981), en la revista Tal Cual (entre 2006 y 2009), y en las publicaciones de la fundación Bigott (entre 2005 y 2007).
Entre 1970 y 1971 presentó un programa de asuntos culturales en la Televisora Nacional.
Poco después, escribió un guion basado en la novela La rebelión (1946) de Rómulo Gallegos (1884-1969), que fue transmitido por Radio Caracas Televisión en 1972.
Como educadora activa por más de cuatro décadas, Freilich dictó clases en distintos niveles educativos: primaria, secundaria y en la universidad, tanto en la educación privada y pública.
En 1973, Freilich escribió Triálogo en la que compara temas y asuntos históricos, como Shylock ―típico estereotipo antisemita de un avaricioso usurero judío, personaje central en la obra El mercader de Venecia, de William Shakespeare― y las horribles consecuencias de un mito, traza el paralelismo entre la vida de Isaac Babel y otros exiliados rusos, como Borís Pasternak y Aleksandr Solzhenitsyn, asocia el «shalom aleijem» con el humor judío, y estudios de escritores italianos Giorgio Bassani y Natalia Ginzburg.
Su trabajo más conocido es Claper (1987), una novela que muestra un profundo sentido de pertenencia e identidad familiar durante un viaje espiritual y físico a Estados Unidos a principios del siglo XX.
Además, su libro La venedemocracia (1978) es un compendio de entrevistas con algunas figuras políticas relevantes de la historia contemporánea de Venezuela, entre ellos Gonzalo Barrios, Luis Beltrán Prieto Figueroa, Pompeyo Márquez, Jóvito Villalba, y los expresidentes Rómulo Betancourt y Rafael Caldera. En 2008 ―treinta años más tarde―, ha sido reeditado por tercera vez. También escribió la biografía de dos músicos reconocidos como Ilan Chéster (2004) y Aldemaro Romero (2008). En 2000 publica bajo demanda la novela Vieja verde, cuya segunda edición ha sido publicada en 2015. Esta novela narra la vivencia de una señora de la tercera edad en los inicios del gobierno de Hugo Rafael Chávez, reflejando los cambios que se comenzaron a vivir en Venezuela a finales del siglo XX.

## Vida privada
En 1962 se casó con el neurólogo Jaime Segal, y fue conocida como Alicia Freilich de Segal hasta su divorcio en 2008. Tuvieron dos hijos, Ernesto y Ariel.
Actualmente, Freilich es una consultora independiente de educación y aprendizaje que trabaja en el ambiente de la educación en Venezuela. Además de esto, ofrece su opinión sobre el arte, el cine, la literatura, la música y la política en el blog Ideas de Babel.

## Obras publicadas

### Libros
- Cuarta dimensión[4]
- En clave sexymental: Aldemaro Romero a medio siglo creativo[5]
- Entrevistados en carne y hueso[6]
- Ilan Chester es verdad[7]
- La venedemocracia[8]
- Legítima defensa[9]
- Triálogo, notas de crítica urgente[10]

### Novelas
- Cláper (Traducción al inglés disponible)[11][12]
- Colombina descubierta[13]
- Vieja verde(Traducción al inglés disponible)[14]
- Diosito en los infiernos de este mundo (Traducción al inglés disponible bajo el nombre "Góteñu in the earthly hells")[15]

Las cuatro novelas han sido reeditadas por Amazon Publishing Services.